# Una cosa divertente che non farò mai più
Una cosa divertente che non farò mai più (A Supposedly Fun Thing I'll Never Do Again) è una raccolta di saggi di David Foster Wallace pubblicata nel 1997.

## Genesi dell'opera
Il saggio che dà il titolo alla raccolta è stato pubblicato sulla rivista Harper's Magazine nel 1996 col titolo originale Shipping Out. Si tratta di un reportage su una settimana di crociera ai Caraibi, commissionato a Wallace dalla rivista. In Italia il saggio è stato pubblicato nel 1998 come opera a sé stante con il titolo Una cosa divertente che non farò mai più, mentre i restanti racconti inclusi nella raccolta in edizione italiana erano già confluiti nell'antologia Tennis, tv, trigonometria, tornado (e altre cose divertenti che non farò mai più) del 1997.
Stilisticamente presenta alcuni caratteri comuni a tutti i saggi di Wallace, come: 
- un massiccio uso di note a piè di pagina, che talvolta si estendono per pagine
- il registro profondamente umoristico.

Il reportage è caratterizzato dalla sua estensione a tutto campo: Wallace spazia liberamente da un'analisi sociologica dei viaggiatori e dell'equipaggio, passando per una ricostruzione dell'industria delle crociere extra-lusso, fino a giungere a un'analisi introspettiva, con una disamina delle multiformi reazioni dello scrittore di fronte al fenomeno crociera.

## Edizioni
- David Foster Wallace, Una cosa divertente che non farò mai più, traduzione di Gabriella D'Angelo e Francesco Piccolo, postfazione di Fernanda Pivano, collana Sotterranei, Minimum Fax, 1998,  p. 144, ISBN 88-87765-56-1.